# Dipartimento di Barkewol
Il dipartimento di Barkewol (Aftout) è un dipartimento (moughataa) della regione di Assaba in Mauritania con capoluogo Barkewol.
Il dipartimento comprende 8 comuni:
- Barkewol
- Guever
- Lebhir
- Laweissi
- Daghveg
- El Ghabra
- R'Dheidhi
- Boulahrath